# 邁克·湯普森
邁克·湯普森（Michael Thompson，1985年4月16日—）是一位美國高爾夫球選手，他現在參加PGA巡迴賽的賽事。湯普森畢業於亞拉巴馬大學。2013年，湯普森獲得了本田精英賽的冠軍，這是他首次獲得PGA巡迴賽的冠軍。